# Malata (Ares)
Malata (en gallego y oficialmente, A Malata) es una aldea española situada en la parroquia de Camouco, del municipio de Ares, en la provincia de La Coruña, Galicia.

## Demografía
| Gráfica de evolución demográfica de Malata entre 2000 y 2018 |
|                                                              |
| Datos según el nomenclátor publicado por el INE.             |